# Jennifer Abel
Jennifer Abel, född den 23 augusti 1991 i Montréal, är en kanadensisk simhoppare.
Hon tog OS-brons i synkroniserade svikthopp i samband med de olympiska simhoppstävlingarna 2012 i London.
I juli 2021 vid OS i Tokyo tog Abel tillsammans med Mélissa Citrini-Beaulieu silver i parhoppning från 3 meter.